# Achyrocline bogotensis
Achyrocline bogotensis conocida comúnmente como vira-vira o cenizo, es una especie de la familia de las compuestas, endémica de Colombia.

## Descripción
Plantas de tallos herbáceos. Tallos con indumento piloso-seríceo, canescente. Hojas alternas, sésiles, lámina linear, base decurrente, ápice agudo; margen entera; con indumento piloso verde en el haz y piloso-serícea canescente por el envés. Sinflorescencia, un corimbo de glomérulos compactos. Capítulos sésiles, disciformes. Capítulos de 5 flores, 3 femeninas, 2 hermafroditas. Pappus piloso, cerdas escabras.

## Taxonomía
Achyrocline bogotensis fue publicada por Augustin Pyrame de Candolle en Prodromus Systematis Naturalis Regni Vegetabilis 6: 221. 1837[1838], originalmente descrita como Gnaphalium bogotense por Karl Sigismund Kunth en Nova Genera et Species Plantarum (folio ed.) 4: 61. 1820.
Etimología
Achyrocline: del griego άχυρο (achyro), que significa "paja", y κλῑ́νω (cline), que significa cama, por la textura y color de las brácteas que rodean las flores.
bogotensis: epíteto latino que alude a la localidad tipo de Bogotá.

## Usos
En Colombia A. bogotensis se usa tradicionalmente como planta medicinal, la decocción de hojas y tallos es aplicada tópicamente para tratar enfermedades de la piel, como barros y espinillas, también se usa para la tos. También se usa en forma de infusión para el tratamiento de la prostatitis, dolores renales y procesos inflamatorios y para limpiar las vías urinarias.
Tiene usos farmacológicos ya que se ha demostrado su actividad contra bacterias y hongos. También se ha reportado su actividad como antiviral contra infecciones de Rotavirus y Astrovirus.